# Thomas Müller (Nordischer Kombinierer)

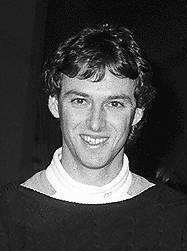
Thomas Müller (1985)

Thomas Müller (* 5. März 1961 in Aschaffenburg) ist ein ehemaliger deutscher Nordischer Kombinierer.
Bereits 1981 hatte Thomas Müller bei den Junioren-Weltmeisterschaften in Schonach Bronze in der Nordischen Kombination gewonnen. Bei den Nordischen Skiweltmeisterschaften 1982 in Oslo erreichte er im Einzelwettbewerb einen sechsten Platz und verpasste mit Rang vier mit der Mannschaft nur knapp eine Medaille. 1984 belegte er bei den Olympischen Spielen in Sarajevo in der Einzelwertung Platz fünf. Im Laufe seiner Karriere errang Müller neben zahlreichen Podiumsplätzen vier Siege im Weltcup. Den ersten Weltcup-Erfolg feierte er 1984 in Schonach, 1985 siegte er in Oberwiesenthal, im finnischen Lahti stand er zweimal, 1984 und 1987, ganz oben auf dem Siegertreppchen. Die Weltcupsaison 1985/86 beendete er mit Rang zwei in der Weltcup-Gesamtwertung hinter seinem Landsmann Hermann Weinbuch.
Seine größten sportlichen Erfolge feierte Müller jedoch in Mannschaftswettbewerben. So wurde er bei den Nordischen Skiweltmeisterschaften 1985 im österreichischen Seefeld zusammen mit Hubert Schwarz und Hermann Weinbuch Weltmeister in der Staffel. Bei den Nordischen Skiweltmeisterschaften 1987 in Oberstdorf konnte er den Titel mit Hans-Peter Pohl und Hermann Weinbuch vor heimischer Kulisse verteidigen. Ein Jahr später bei den Olympischen Spielen in Calgary wurden Thomas Müller, Hans-Peter Pohl und Hubert Schwarz Olympiasieger im Mannschaftswettbewerb der Nordischen Kombination. 
Als er sich 1992 nicht für die Olympischen Spiele in Albertville qualifizieren konnte, erklärte Müller seinen Rücktritt vom Leistungssport. Im gleichen Jahr schloss er sein Studium in Tübingen als Diplomsportpädagoge ab. Nach dem Ende seiner sportlichen Laufbahn wurde er Nachwuchstrainer für Skisprung und Nordische Kombination. 1994 erwarb er die Trainerlizenz als Diplom-Trainer des DOSB an der Trainerakademie Köln. Seit der Saison 2004/2005 ist er leitender Stützpunkttrainer der Nordischen Kombination in Oberstdorf. 2009 wurde Thomas Müller zum Trainer des Jahres im Bereich Nordische Kombination des Deutschen Skiverbands gewählt.